# San Cristóbal de La Laguna
San Cristóbal de La Laguna er en by og kommune i det sydvestlige Spanien på øen Tenerife i provinsen Santa Cruz de Tenerife, De Kanariske Øer. Den har et indbyggertal på 160.258 (2024) indbyggere. San Cristóbal de La Laguna er den næst mest folkerige by på Tenerife og den tredje største på De Kanariske Øer.
Byen er beliggende i den nordøstlige del af øen Tenerife, nær byen Santa Cruz de Tenerife, med hvilken den er forbundet fysisk og bymæssigt.
Byen blev optaget på UNESCOs Verdensarvsliste i 1999. Her ligger de Kanariske Øer Rådgivende Råd, Institut for Astrofysik på De Kanariske Øer, San Cristóbal de La Laguna Stift, Tenerife Nord Lufthavn og Universitetshospitalet på De Kanariske Øer. Derudover har det første universitet grundlagt i De Kanariske Øer hovedkvarter i byen, og det første og ældste institut aktivt i øgruppen, således blev San Cristóbal de La Laguna historisk betragtet som det intellektuelle centrum af De Kanariske Øer. Byen var den historiske hovedstad på De Kanariske Øer.

## Attraktioner
- Katedralen i San Cristóbal de La Laguna
- Tenerife Nord Lufthavn